# Хорваты в Воеводине

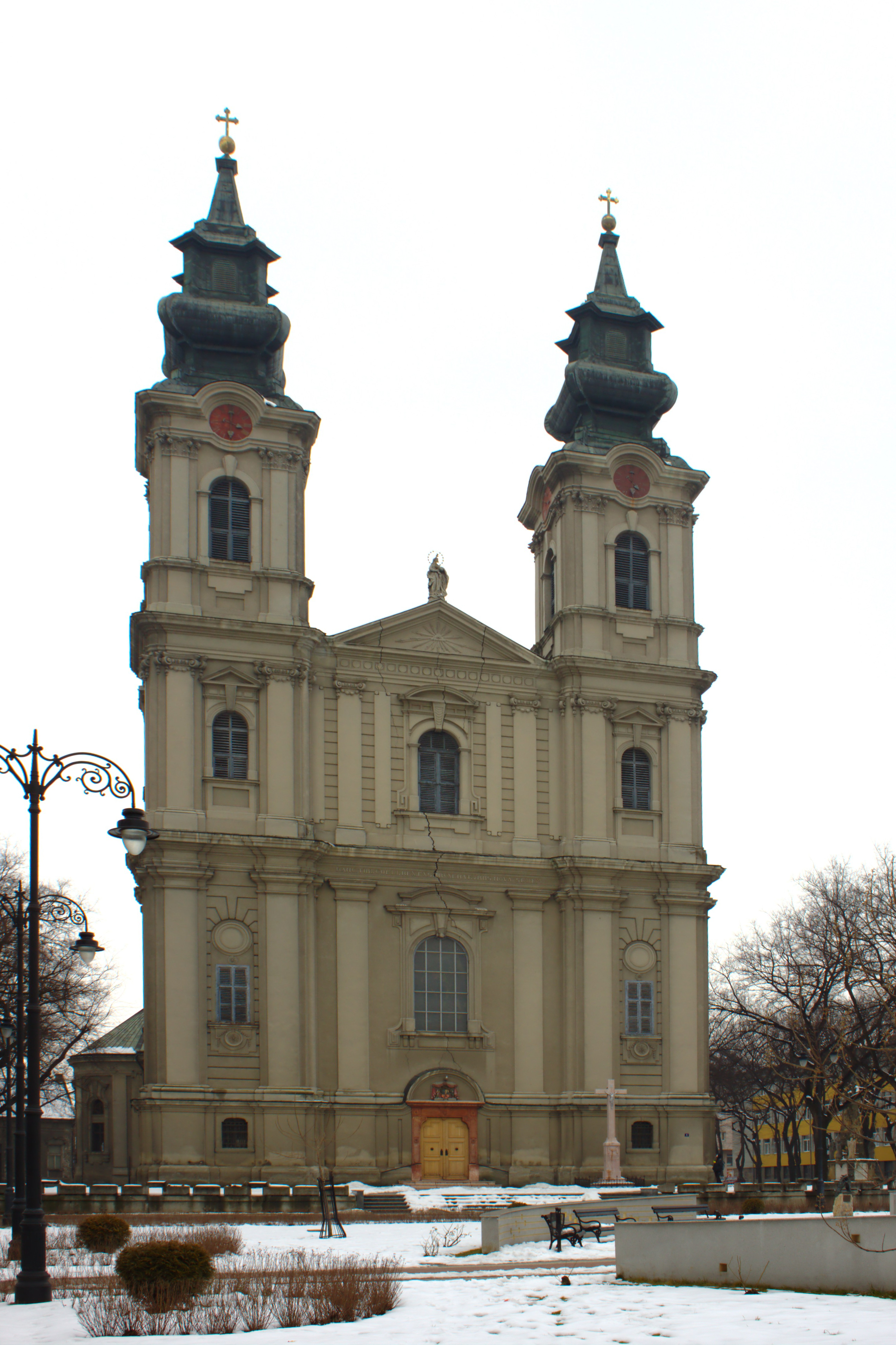
Собор Святой Терезы Авильской, Суботица

Хорваты в Воеводине (серб. Хрвати у Војводини, хорв. Hrvati u Vojvodini) являются крупным национальным меньшинством и четвёртым по величине этносом автономной области после сербов, венгров и словаков. По данным переписи 2011 года, численность хорватов в Воеводине составила 47 033 человек или 2,43 % от населения Воеводины. Хорваты официально признаны национальным меньшинством, хорватский язык является одним из шести официальных языком в Воеводине, их права в области образования, культуры и информации официально защищены. Большинство воеводинских хорватов являются католиками. В Воеводине также проживают общины буневцев и шокцев, которые имеют размытое национальное самоопределения. Часть из них считает себя частью хорватского этноса, а часть − самостоятельным этносом.

## История
В XV веке хорваты в основном проживали в области Срем. Они составляли большинство в 76 из 801 деревень, которые существовали на территории современной Воеводины. Большинство проживавших в Воеводине хорватов были шокцами. В течение XVII века из Далмации в Воеводину начали переселяться буневцы. В соответствии с некоторыми теориями, шокцы могут быть потомками средневекового славянского населения в Воеводине, где их предки жили с VII века. Согласно другим мнениям, средневековые славяне в Воеводине в основном говорили на икавском говоре штокавского наречия, который сегодня скорее ассоциируется со стандартным хорватским языком.
Согласно данным 1851 года, население Воеводства Сербии и Темешварского баната, исторической провинции, которая была предшественницей нынешней Воеводины, «среди прочих» этнических групп, было 62 936 жителя записано как «буневцы и шокцы» и 2 860 как хорваты. Последующие оценки численности населения в XIX веке, которые проводились в Австро-Венгерской империи расценивал буневцев и шокцев как отдельные от хорватов этнические группы.
Перепись 1910 года в Австро-Венгерской империи показала большие различия между теми, кто считал себя буневцами и шокцами, и теми, кто считали себя хорватами. По данным переписи в городе Суботица были только 39 граждан, которые считали хорватский язык своим родным, в то время как 33 390 граждан были перечислены в качестве носителей «иных языках» (большинство из них заявили буневский как родной язык). В городе Сомбор 83 жителя признали родным хорватский, а 6 289 жителей были перечислены в качестве носителей «других языков» (в основном буневского).
Согласно переписи 1910 года в Среме, который была тогда частью Королевства Хорватии и Славонии, хорваты составляли относительное или абсолютное большинство в Гибарац (843 хорвата или 86,46 % от общей численности населения), Кукуевци (1 775 или 77,61 %), Нови-Сланкамен (2 450 или 59,22 %), Петроварадин (3 266 или 57,02 %), Стари-Сланкамен (466 или 48,19 %) и Морович (966 или 41,67 %).
В 1925 году представители буневцев и шокцев организовали в Суботице празднование 1000-летия основания Королевства Хорватии, приуроченное к тому, что в 925 году Томислав I стал первым королём Хорватского Королевства. На площади имени короля Томислава в Суботице была установлена мемориальная доска с надписью «Мемориальная доска к тысячелетию Королевства Хорватии 925—1925. Установлена буневскими хорватами». Кроме Суботица, мемориальные доски в честь Томислава I были также установлены в Сремски-Карловци и Петроварадине.
В XX веке, когда основным разделом между народами, разговаривающими на языках сербскохорватского континуума, стал религиозный признак, большинство шокцев и часть буневцев относят себя к хорватскому этносу.
В 1990-х во время войны в Хорватии представители Сербской радикальной партии организовали и участвовали в изгнании хорватов из многих городов и сел Воеводины. Председатель Сербской радикальной партии Воислав Шешель подозревался в участии в этих событиях. Согласно различным оценкам, количество хорватов, покинувших Воеводину во время этих событий, составило от 20 000 до 40 000 жителей.

## Язык
На всем территории города Суботица с 1993 года хорватский язык был официальным. Собрание общины Сремска-Митровица в конце 2005 года, а затем и общины Апатин в 2006 году, также признали хорватский официальным.
В 2009 году Уставом автономного края Воеводина хорватский язык на основе латинской графики был введен в качестве одного из шести официальных языков в органах и организациях Автономной области Воеводины. С осени 2009 года хорватский язык с элементами национальной культуры преподают в начальных школах в местах с компактным проживанием хорватского населения. Начиная с 2009 года Радио Сомбор начал вещание еженедельной передачи на хорватском языке «Голос Хорватов».

## Численность и область расселения
Около двух третей всех хорватов в Воеводине имеют буневские или шокские корни. В составе Югославии до 1991 года буневцев и шокцев учитывали как хорватов, с 1991 года их учитывают отдельно. Численность хорватов с 1495 по 2011 года в границах современной Воеводины выглядит следующим образов (до 1991 года буневцы и шокцы считались как хорваты):
| Год  | Общее население | Хорваты | Доля   |
| ---- | --------------- | ------- | ------ |
| 1495 | 194,500         | 7,500   | 3.9 %  |
| 1787 | 476,018         | 38,161  | 8.0 %  |
| 1828 | 867,281         | 67,692  | 7.8 %  |
| 1840 | 912,754         | 66,362  | 7.3 %  |
| 1857 | 1,030,545       | 60,690  | 5.9 %  |
| 1880 | 1,178,189       | 72,298  | 6.1 %  |
| 1890 | 1,331,143       | 80,404  | 6.0 %  |
| 1900 | 1,433,387       | 81,198  | 5.7 %  |
| 1910 | 1,515,983       | 91,366  | 6,0 %  |
| 1921 | 1,535,794       | 129,788 | 8.5 %  |
| 1931 | 1,624,158       | 132,517 | 8.2 %  |
| 1940 | 1,662,862       | 101,035 | 6.1 %  |
| 1948 | 1,663,212       | 134,232 | 8.1 %  |
| 1953 | 1,712,619       | 128,054 | 7.5 %  |
| 1961 | 1,854,965       | 145,341 | 7.8 %  |
| 1971 | 1,952,533       | 138,561 | 7.1 %  |
| 1981 | 2,034,772       | 109,203 | 5.4 %  |
| 1991 | 2,013,889       | 74,226  | 3.7 %  |
| 2002 | 2,031,992       | 56,546  | 2.78 % |
| 2011 | 1,931,809       | 47,033  | 2.43 % |

### Доля по округам

Доля хорватов в населении Воеводины по округам, 2011 г.

По данным переписи 2011 года, хорваты были следующим образом представлены в округах Автономной области Воеводина:
| Округ             | Общяя численность | Численность хорватов | Доля хорватов |
| Северно-Бачский   | 186 906           | 14 536               | 7.78 %        |
| Западно-Бачский   | 188 087           | 10 879               | 5.78 %        |
| Южно-Бачский      | 615 371           | 10 022               | 1.63 %        |
| Сремский          | 312 278           | 8 758                | 2.80 %        |
| Южно-Банатский    | 293 730           | 1 512                | 0.51 %        |
| Средне-Банатский  | 187 667           | 796                  | 0.42 %        |
| Северно-Банатский | 147 770           | 530                  | 0.36 %        |
| Воеводина         | 1 931 809         | 47 033               | 2.43 %        |